# سوکه (خرم‌آباد)
سوکه یک منطقهٔ مسکونی در ایران است که در دهستان کشور واقع شده‌است. سوکه ۶۸ نفر جمعیت دارد.